# Gouvernement Süd-Libanon
Das Gouvernement Süd-Libanon (arabisch الجنوب al-Dschanub, DMG al-Ǧanūb) ist eines von inzwischen acht Gouvernements im Libanon mit einer Einwohnerschaft von etwa 350.000 Menschen. Der Verwaltungssitz ist Sidon.

## Geographie
Das Gouvernement Süd-Libanon bedeckt eine Fläche von etwa 2000 km². Die niedrigste Erhebung ist der Meeresspiegel des Mittelmeeres, die höchste Erhebung ist etwa 1000 m hoch. Die Einwohner setzen sich aus Schiiten, Sunniten, Orthodoxen, Katholiken, Armeniern und Protestanten zusammen. Die Temperaturen sinken bis auf 4 °C im Winter, während dessen es viel regnet und in den höheren Lagen auch schneit. Die trockenen Sommer bringen Temperaturen bis zu 30 °C in den Küstengebieten. Flüsse, die das Gouvernement durchfließen, sind Litani (der auf seinen Lauf westwärts auch Qasmiye genannt wird), Zahrani, Naqura, Awali und Hasbani.

## Wirtschaft
Die Region lebt von der Erzeugung von Zitrusfrüchten, Tabak, Bananen und dem Tourismus, vor allem in der Gegend von Tyros. Touristische Anziehungspunkte sind die Sandstrände südlich von Tyros, die antiken phönizischen und römischen Ruinen bei Sidon und Tyros, sowie ein Kulturfestival in Tyros.

## Gliederung
Das Gouvernement besteht aus 3 Distrikten:
- Sidon (Hauptstadt: Sidon)
- Jezzine (Hauptstadt: Jezzine)
- Tyros (Hauptstadt: Tyros)

## Städte
- Sidon
- Jezzine
- Tyros
- El-Kfeir (Kufayr az Zayt)
- Sarafand
- Kfarmelki
- Srayra